# 505906 Raozihe
505906 Raozihe este o planetă minoră (asteroid) din centura de asteroizi. A fost descoperită pe 30 martie 2011 la Xuyi County⁠(d) de . 
Obiectul prezintă o orbită caracterizată de o semiaxă mare de 2,6511406401246 UAi, o excentricitate de 0,10543883118608, o înclinație de 12,5981428054 ° în raport cu ecliptica.